# Ampithoe cinerea
Ampithoe cinerea är en kräftdjursart. Ampithoe cinerea ingår i släktet Ampithoe och familjen Ampithoidae. Inga underarter finns listade i Catalogue of Life.